# Korkliny
Korkliny est un village polonais du district administratif de Suwałki, dans le powiat de Suwałki, voïvodie de Podlachie, au Nord-Est du pays. 
Il est situé à environ 5 km à l'Ouest de Suwałki.
Sa population est d'environ 100 habitants.